# Hypothekenbewahrer
Der Hypothekenbewahrer (französisch conservateur des hypothèques) war ein Finanzbeamter, der in deutschen Ländern Hypothekenregister nach französischem Recht führte. Er nahm die Transkription von Teilen einer Urkunde, die in Zusammenhang mit dem Erwerb oder der Belastung von Immobilien stand, in das Transkriptionsregister vor und hatte Berechtigten auf Verlangen darüber Auskunft zu geben.

## Geschichte

### Entstehungszeit
Das Amt des Conservateurs entstand im Königreich Frankreich zur Zeit Ludwigs XV. Grundlage war ein Edikt des Königs vom 17. Juni 1771. Die während der Revolutionszeit erlassenen Gesetze ordneten das Amt dem Arrondissement zu. In der Regierungszeit Napoleons wurden die Cinq codes („Fünf Gesetzbücher“) auch für die linksrheinischen Gebiete verbindlich. Gleiches galt für annektierte Gebiete, wie beispielsweise Oldenburg oder Staaten des Rheinbundes.

### Fortbestand in deutschen Gebieten
Das französische System wurde nach 1813 in den Rheinlanden und im linksrheinischen bayerischen Rheinkreis (seit 1835 Pfalz) weitergeführt. Dazu gehörten neben den ordentlichen Gerichten, Friedensgerichte, Standesamtswesen, Notariat und der Hypothekenbewahrer. – Wie in französischer Zeit war das Amt in den 1820er Jahren mit der Funktion eines Domänen-Steuereinnehmers verbunden.

### Aufhebung des Amts
In den 1870er Jahren wurde in den Gebieten Preußens, Bayerns, Hessens und Oldenburgs, in denen französisches Rechts galt, das Amt des Hypothekenbewahrers in besondere Hypothekenämter überführt. In linksrheinischen Gebieten Preußens wurde mit Gesetz vom 12. April 1888 die deutsche Grundbuchordnung von 1872 eingeführt. In der Pfalz löste das Bürgerliche Gesetzbuch am 1. Januar 1900 den Code civil ab. Dieser war seit 1814, im Gegensatz zu Frankreich, nicht mehr modernisiert worden.
Das Amt des Conservateur des hypothèques bestand in Frankreich bis zum 31. Dezember 2012.

### Beispiele deutscher Hypothekenbewahrer
- Der spätere Publizist Friedrich August Rüder (1762–1856) war von 1811 bis 1813 Hypothekenbewahrer und Domäneneinnehmer in Oldenburg.
- Carl Lehmann (1786–1870) leitete in den 1820er Jahren die königlich-bayerische Finanzverwaltung seiner Heimatstadt Frankenthal im bayerischen Rheinkreis. Im Jahr 1832 wurde er als Nachfolger von Johann Anton Salmon Hypothekenbewahrer für den Bezirk des Bezirksgerichts Frankenthal (dem Landgericht entsprechend, ehemals das Arrondissement Speyer), der die Landkommissariate (Landkreise) Frankenthal, Neustadt und Speyer umfasste. Er übte das Amt bis zum 5. Juli 1866 aus. An diesem Tag wurde ihm, im Alter von 80 Jahren, der „erbetene definitive Ruhestand“ genehmigt.[2][3]